# John MacLeod (piragüista)
John MacLeod (31 de marzo de 1947) es un deportista británico que compitió en piragüismo en la modalidad de eslalon. Ganó una medalla de plata en el Campeonato Mundial de Piragüismo en Eslalon de 1969, en la prueba de K1 por equipos.

## Palmarés internacional
| Campeonato Mundial | Campeonato Mundial            | Campeonato Mundial | Campeonato Mundial |
| Año                | Lugar                         | Medalla            | Competición        |
| ------------------ | ----------------------------- | ------------------ | ------------------ |
| 1969               | Bourg-Saint-Maurice (Francia) | Medalla de plata   | K1 por equipos     |